# Suxtaqalaqışlaq
Suxtaqalaqışlaq è un comune dell'Azerbaigian situato nel distretto di Xaçmaz. Conta una popolazione di 230 abitanti.